# Ioan Neniţescu
Ioan Neniţescu (Galați, 1854-Buzău, 1901) fue un escritor, publicista, profesor y político rumano.

## Biografía
Nacido en Galați el 11 de abril de 1854, realizó sus estudios primarios y parte del bachillerato en su ciudad natal. Publicó sus primeros poemas líricos en el periódico Gardistul civic, terminó sus estudios secundarios en Iași y publicó poemas líricos en Convorbiri Literare.
También en Iaşi, se ofreció como voluntario durante un año en 1876 y obtuvo, tras un examen, el grado de subteniente en 1877. Partió hacia Oituz como comandante en jefe, pero pidió participar en la guerra de la Independencia como voluntario. En julio de 1877 se accedió a su solicitud. Rápidamente marchó hacia Bulgaria y se unió a las filas del 13º Regimiento de Infantería. Participó en la batalla del 27 de agosto y cayó herido en la batalla de Grivitsa, en la noche del 30 al 31 de agosto de 1877. Después de recuperarse de la herida que recibió, se fue al extranjero para continuar sus estudios y se matriculó en la facultad de filosofía de la Universidad de Berlín en 1878.
En 1880 publicó en Berlín: Flori de primăvară (poemas, 1874-1880), y la segunda edición de esta obra se imprimió en Bucarest en 1889. En 1882 publicó Șoimii de la Resboeni, poema en nueve canciones, y la segunda edición de este poema se imprimió como la anterior en Bucarest en 1889. También en este año, al regresar a Rumania, fundó Ţara Nouă, revista científica, económica y literaria que dirigió durante cuatro años.
En 1886 volvió al extranjero con licencia y en 1887 aprobó el examen de doctorado en Filosofía y Pedagogía en la Universidad de Leipzig. La obra registrada para la obtención del doctorado fue Die affectenlehre Spinoza's (Leipzig, 1887. Druck von Bär & Hermann).
El 12 de septiembre de 1887 fue nombrado profesor de historia general y pedagogía en la escuela normal de maestros. Pronto, sin embargo, dimitió y fue elegido diputado por el colegio II de Covurlui. En 1891 publicó Pui de Lei, poemas heroicos y nacionales, y también en ese año se publicó la segunda edición. En 1892 partió hacia Turquía para investigar las escuelas rumanas en Macedonia y el pueblo macedonio-rumano. En el otoño de 1892, fue nombrado inspector escolar del distrito de Bucarest, cargo del que se jubiló a finales de 1895. En 1894 publicó Tatal nostru, în câteva istorioare pe înţelesul tuturor, obra que entró en su segunda edición al año siguiente. En 1895 publicó De la Românii din Turcia Europeană. Mientras permaneció en Berlín, escribió en alemán: Die Entwickelung des Seelenbegriffs. En 1898 fue nombrado prefecto de Constanța. Neniţescu, que también desempeñó el puesto de inspector escolar de la capital, falleció el 23 de febrero de 1901 en Buzău.